# اون وون جه
اون وون جه (کره‌ای: 은원재؛ زادهٔ ۲۱ ژوئیه ۱۹۹۴) بازیگر اهل کره جنوبی است.

## فیلم‌شناسی

### فیلم
| سال  | عنوان              | نقش                 |
| ---- | ------------------ | ------------------- |
| ۲۰۰۲ | ۲۰۰۹ خاطرات گم شده |                     |
| ۲۰۰۲ | ازدواج با مافیا    | جانگ یونگ مین       |
| ۲۰۰۳ | شهر طبیعی          | یانگ                |
| ۲۰۰۶ | پنجشنبه فرمان      | نوجوانی جونگ یون سو |
| ۲۰۰۷ | هانسل و گرتل       | کیم مان بوک         |

### مجموعه تلویزیونی
| سال  | عنوان                  | نقش                        | شبکه    |
| ---- | ---------------------- | -------------------------- | ------- |
| ۲۰۰۱ | اوتینگ                 |                            | اس‌بی‌اس  |
| ۲۰۰۴ | اولا بولا بلوجانگ      | وو جو سون (پرنس بلک استون) | کی‌بی‌اس۲ |
| ۲۰۰۵ | مد دهه ۷۰              | جوانی جانگ بین             | اس‌بی‌اس  |
| ۲۰۰۶ | والس بهاری             | جوانی لی سو هو             | کی‌بی‌اس۲ |
| ۲۰۰۶ | یون گه‌سومون            | نوجوانی یون گه‌سومون        | اس‌بی‌اس  |
| ۲۰۱۲ | من به یه پری نیاز دارم | شین جو سوک                 | کی‌بی‌اس۲ |

## جوایز و نامزدی‌ها
| سال  | مراسم جوایز             | دسته                  | نامزد/اثر    | نتیجه    |
| ---- | ----------------------- | --------------------- | ------------ | -------- |
| ۲۰۰۶ | جوایز درامای کی‌بی‌اس     | بهترین بازیگر جوان    | والس بهاری   | نامزدشده |
| ۲۰۰۸ | هفتمین جوایز فیلم کره‌ای | بهترین بازیگر تازه‌کار | هانسل و گرتل | نامزدشده |